# Вудсия кавказкая
Ву́дсия кавказская (лат. Woōdsia caucasica) или ло́мкая — многолетнее травянистое растение, вид рода Вудсия семейства Вудсиевые (Woodsiaceae). Включена в Красную Книгу России.
Синонимичное название Woodsia fragilis (Trevis.) T.Moore, nom. illeg. (1857) незаконно, так как является омонимом Woodsia fragilis (Trevis.) T.Moore, 1958, который признан синонимом действительного названия Woodsia mollis (Kaulf.) J. Sm..

## Ботаническое описание
Многолетнее растение. Травянистое, короткокорневищное. Высота — до 40 см. Вайя тонкая, хрупкая, желтовато-зеленого цвета, мелкожелезистая, по форме ланцетная, острая, дваждыперистая. Сегменты первого порядка ланцетные, длина срединных — от 3 до 4 см, нижние — более мелкие, супротивные, сегменты второго порядка острые или тупые, продолговатые, у основания сливающиеся, городчато-зубчатые, длина — 6-7 мм, ширина — 2-3 мм. Вайи с нижней стороны рассеянно-волосистые, черешки короткие от 5 до 10 см, без сочленения, с редкими волосками на стержне или голые, блестящие, соломенно-розоватые.
Сорусы по 4-6 на сегменте, покрывальце мешковидное, чашевидное, часто бахромчатое или рассеченное, охватывающее сорус снизу со всех сторон, раскрывающееся двумя губами.
Время спороношения — конец июня — июль.

## Ареал и среда обитания
Реликтовый вид, эндемик. Кавказский вид с ограниченным ареалом. Произрастает на Кавказе и в Закавказье. Как правило растёт по ущельям рек, на скалах в полосе выхода доломитов, в щелях каменных кладок вдоль дорог, на обрывах, также отмечен в буково-грабовом и пихтовом лесах, на берегах горных рек (на высотах от 700 до 2700 м над уровнем моря).

## Охрана
Включена в Красные книги следующих субъектов РФ: Республика Адыгея, Республика Дагестан, Краснодарский край, Ставропольский край.

## Синонимы
По данным сайта Plants of the World Online на 2025 год в синонимику вида входят следующие названия:

### Гомотипныесинонимы
- Cystopteris caucasica (C.A.Mey.) Fée in Mém. Foug., 5. Gen. Filic.: 299 (1852)
- Hymenocystis caucasica C.A.Mey. in Verz. Pfl. Casp. Meer.: 229 (1831)basionym

### Гетеротипныесинонимы
- Hymenocystis fragilis (Trevis.) Askerov in Izv. Akad. Nauk Azerbaidzhansk. S.S.R., Ser. Biol. Med. Nauk 1986(3): 52 (1986)
- Physematium fragile (Trevis.) Kunze in Analecta Pteridogr.: 42 (1837)
- Woodsia fragilis (Trevis.) T.Moore in Index Fil.: 283 (1861), nom. illeg.
- Dicksonia fragilis Trevis. in Mag. Neuesten Entdeck. Gesammten Naturk. Ges. Naturf. Freunde Berlin 7: 155 (1816)
- Diacalpe fragilis (Trevis.) Trevis. in Nuovo Giorn. Bot. Ital. 7: 160 (1875)